# Таємне коло (телесеріал)
Таємне коло (англ. The Secret Circle) — містичний молодіжний телесеріал про дівчину-відьму та її друзів, уперше показаний телеканалом CW з 15 вересня 2011 року по 10 травня 2012 року. Серіал було анонсовано 17 січня 2011, він транслювався щочетверга в праймтайм, о 21.00. 8 лютого 2012 український фандаб проект UkrDub представив озвучення пілотного епізоду й намір озвучити всі серії.

## Сюжет
16-річна Кессі Блейк (англ. Cassie Blake) була нормальною, цілком задоволеною життям дівчиною-підлітком, допоки її мати Амелія не померла в жахливому випадку внаслідок пожежі. Осиротіла і дуже засмучена, Кессі переїздить зі своєю любою бабусею Джейн до гарного містечка Ченнс Харбор (англ. Chance Harbor, «Гавань шансу») у штаті Вашингтон. Ось звідти і починаються пригоди Кесі, коли вона та ще п'ять підлітків дізнаються про свої надприродні здібності…

## У ролях
| Актор                   | Роль                                   | Епізоди |
| ----------------------- | -------------------------------------- | ------- |
| Брітт Робертсон         | Кессі Блейк (англ. Cassie Blake)       | 22      |
| Томас Деккер            | Адам Конант (англ. Adam Conant)        | 22      |
| Фібі Тонкін             | Фей Чемберлен (англ. Faye Chamberlain) | 22      |
| Шеллі Хенніг            | Діана Мід (англ. Diana Meade)          | 22      |
| Джессіка Паркер Кеннеді | Мелісса Ґлейзер (англ. Melissa Glaser) | 22      |
| Луїс Гантер             | Нік Армстронг (англ. Nick Armstrong)   | 7       |
| Кріс Зілка              | Джейк Армстонг (англ. Jake Armstrong)  | 17      |
| Ґейл Гарольд            | Чарльз Мід (англ. Charles Meade)       | 21      |
| Ешлі Кроу               | Джейн Блейк (англ. Jane Blake)         | 11      |
| Наташа Генстридж        | Дон Чемберлен (англ. Dawn Chamberlain) | 21      |